# مهدي الحميدان
مهدي فيصل إبراهيم الحميدان (ولد في 19 مايو 1993 في المنامة، البحرين) لاعب كرة قدم دولي بحريني يجيد اللعب في مركز المهاجم. يلعب حاليا لصالح الخالدية الذي ينافس في الدوري البحريني الممتاز منذ 2021.

## المسيرة الرياضية

### الأندية
عام في 2011 وبعد تخرجه من المرحلة الثانوية قرر الحميدان مواصلة دراسته الجامعية في قطر وغادر إليها ومكث فيها سنتين حتى يونيو 2013 عندما قرر العودة إلى البحرين. وخاض الحميدان تجربة سابقة مع السد القطري إلا أن المفاوضات لم تصل لنتيجة بين الطرفين ليقرر بعدها الاتجاه للتجربة الفنية مع أم صلال ولكنه ما لبث أن قرر عدم تمثيله هو الآخر وخصوصا مع رغبته وأسرته بالعودة للبحرين لاستكمال تحصيله الجامعي.
في 1 يوليو 2013 انضم الحميدان إلى الأهلي البحريني (الدرجة الثانية) في صفقة انتقال حر. في موسمه الأول 2013-2014 وفي بطولة دوري الدرجة الثانية ساهم في احتلال فريقه المركز الثالث بفارق 8 نقاط عن صاحب المركز الثاني البحرين. وفي بطولة كأس ملك البحرين خرج فريقه من مباراته الأولى عندما خسر في الدور 16 من المحرق 0-1.
في موسمه الثاني 2014-2015 وفي بطولة دوري الدرجة الثانية ساهم في تتويج فريقه بالبطولة بعدما تصدر الترتيب على حساب سترة والنجمة صاحبي المركزين الثاني والثالث على التوالي وصعد إلى الدوري الممتاز وليحقق الحميدان أولى بطولاته مع الأندية. وفي بطولة كأس ملك البحرين خرج فريقه من مباراته الأولى عندما خسر في الدور 16 من المنامة 2-3.
في موسمه الثالث 2015-2016 وفي بطولة الدوري الممتاز ساهم في احتلال فريقه المركز السادس بفارق نقطتين عن منطقة الهبوط. وفي بطولة كأس ملك البحرين ساهم في وصول فريقه إلى الدور النصف النهائي حينها خسر من الرفاع 1-2. وفي بطولة كأس الاتحاد البحريني ساهم في تتويج فريقه بالبطولة بعدما تغلب في المباراة النهائية على المالكية بركلات الترجيح ليحقق الحميدان ثاني بطولاته مع الأندية.
في موسمه الرابع 2016-2017 وفي بطولة الدوري الممتاز ساهم في احتلال فريقه المركز السابع بفارق 4 نقاط عن منطقة الهبوط. وفي بطولة كأس ملك البحرين ساهم في وصول فريقه إلى الدور الربع النهائي حينها خسر من الرفاع 1-2. وفي بطولة كأس الاتحاد البحريني فشل فريقه في التأهل إلى الدور النصف النهائي بعدما احتل المركز الثالث في المجموعة الثانية بفارق 3 نقاط عن صاحب المركز الثاني البحرين.
في موسمه الخامس 2017-2018 وفي بطولة الدوري الممتاز ساهم في احتلال فريقه المركز العاشر الأخير بفارق 6 نقاط عن منطقة الأمان وبالتالي الهبوط إلى الدرجة الثانية. وفي بطولة كأس ملك البحرين خرج فريقه من المرحلة الأولى عندما خسر في الدور 16 من المنامة 2-4 في مجموع المباراتين.
في موسمه السادس 2018-2019 وفي بطولة دوري الدرجة الثانية ساهم في تتويج فريقه بالبطولة بعدما تصدر الترتيب بفارق 6 نقاط عن وصيفه البسيتين وبالتالي صعد إلى الدوري الممتاز سريعا وحقق الحميدان ثالث بطولاته مع الأندية. وفي بطولة كأس ملك البحرين خرج فريقه من المرحلة الأولى عندما خسر في الدور 16 من المنامة 2-3 في مجموع المباراتين. وفي بطولة كأس الاتحاد البحريني ساهم في وصول فريقه إلى المباراة النهائية حينها خسر من الرفاع الشرقي 1-3.
في موسمه السابع والأخير 2019-2020 وفي بطولة الدوري الممتاز ساهم في حصد فريقه 7 نقاط في 5 مباريات. وفي بطولة كأس ملك البحرين خرج فريقه من المرحلة الأولى عندما خسر في الدور 16 من الرفاع 0-4 في مجموع المباراتين. وفي بطولة كأس الاتحاد البحريني فشل فريقه في التأهل إلى الدور النصف النهائي بعدما احتل المركز الثالث في المجموعة الثالثة بفارق 4 نقاط عن المتصدر المحرق.
في 6 يناير 2020 انتقل الحميدان من الأهلي إلى القادسية السعودي (الدرجة الأولى) في صفقة انتقال حر. في موسمه الوحيد 2019-2020 وفي بطولة دوري الدرجة الأولى ساهم في احتلال فريقه المركز الثاني بفارق نقطة واحدة عن البطل الباطن وصعد إلى الدوري الممتاز.
في 12 أكتوبر 2020 انتقل الحميدان من القادسية إلى الرفاع البحريني (الدوري الممتاز) في صفقة انتقال حر. وأعرب عن سعادته بتوقيعه قائلا: "نعم المفاوضات كانت سرية للغاية وسأرتدي قميص الرفاع في الموسم القادم. فريق الرفاع أحد الأندية الكبيرة جدا في البحرين والجميع يتشرف بارتداء قميص النادي وسأسعى لبذل قصارى جهدي لتحقيق النتائج الإيجابية وتحقيق البطولات معه". في موسمه الوحيد 2020-2021 وفي بطولة الدوري الممتاز ساهم في تتويج فريقه بالبطولة بعدما تصدر الترتيب بفارق 10 نقاط عن وصيفه الرفاع الشرقي وبالتالي حقق الحميدان رابع بطولاته مع الأندية. وفي بطولة كأس ملك البحرين ساهم في تتويج فريقه بالبطولة بعدما تغلب في المباراة النهائية على الأهلي 2-0 ليحقق الحميدان خامس بطولاته مع الأندية. وأكد مهدي الحميدان قائلا: "إن الفريق قدم مستويات مميزة طوال البطولة وتوج هذه الجهود بحصوله على اللقب وفوزه المستحق في النهائي الذي جاء بعزيمة وإصرار أبطال الفريق. أثناء فترة الاستراحة بين شوطي المباراة طالبنا مدرب الفريق علي عاشور بتطبيق الخطط الفنية بشكل دقيق وأفضل من الشوط الأول. بالفعل حدث هذا الأمر في الشوط الثاني وتمكنا من تسجيل هدفين وكان بإمكاننا مضاعفة النتيجة لولا إضاعة الفرص. دخلنا المباراة وكنا ندرك بصعوبتها. الأهلي يمتلك عناصر جيدة وقدم مستوى طيب وأؤكد بأن عزيمتنا وروحنا القتالية قادتنا للفوز. تركيزنا سينصب الآن نحو الدوري. نعم الرفاع يستهدف الحصول على الثنائية وأمامنا مباريات حاسمة في الدوري. علينا كسب النقاط والاقتراب من اللقب وأنا واثق بقدرات زملائي اللاعبين في مواصلة تحقيق النتائج الإيجابية".
في 1 يوليو 2021 انتتقل الحميدان من الرفاع إلى الخالدية البحريني في صفقة انتقال حر. في موسمه الأول 2021-2022 وفي بطولة الدوري الممتاز ساهم في احتلال فريقه المركز الثالث بفارق 12 نقطة عن البطل الرفاع. وفي بطولة كأس ملك البحرين ساهم في تتويج فريقه بالبطولة بعدما تغلب في المباراة النهائية على الرفاع الشرقي بركلات الترجيح ليحقق الحميدان سادس بطولاته مع الأندية. وقال الحميدان: "سعداء بأن نكون أصحاب أول إنجاز كبير لنادي الخالدية بحصوله على لقب كأس ملك البحرين. الخالدية جرى تدشينه العام الماضي وهذا إنجاز كبير أن تحصل على لقب بحجم كأس ملك البحرين في موسمك الثاني. المباراة النهائية لم تكن سهلة لكن فزنا عن جدارة واستحقاق وسيطرنا على غالبية فترات المباراة وصنعنا الكثير من الفرص ولم نستغلها بالشكل المطلوب. ركلات الترجيح أنصفت الخالدية ونستحق الخروج من الموسم الحالي بحصد لقب وبذلنا مجهودات بالغة من بداية الموسم وسنقاتل حتى الرمق الأخير على لقب الدوري". وفي بطولة كأس الاتحاد البحريني فشل فريقه في التأهل إلى الدور النصف النهائي.
في بداية موسمه الثاني 2022-2023 تلقى الحميدان عرضا للانتقال إلى التضامن الكويتي ولكن لم يتم الاتفاق على جميع البنود. وفي بطولة الدوري الممتاز ساهم في تتويج فريقه بالبطولة بعدما تصدر الترتيب بفارق نقطة واحدة عن وصيفه المنامة ليحقق الحميدان سابع بطولاته مع الأندية. واستطاع الحميدان أن يحصل على جائزة أفضل لاعب في الجولة في الجولات: 3، 6، و16 وكذلك حصل على جائزة أفضل لاعب في الشهر عن الأشهر: نوفمبر وديسمبر ومارس ومايو. كما أنه استطاع أن يتوج بلقب هداف البطولة بعدما استطاع تسجيل 14 هدف متفوقا على وصيفه مهدي عبد الجبار بفارق هدف واحد. وفي بطولة كأس ملك البحرين خرج فريقه من مباراته الأولى عندما خسر في الدور الثمن النهائي من سترة بركلات الترجيح. وفي بطولة كأس السوبر البحريني ساهم في تتويج فريقه بالبطولة بعدما تغلب على الرفاع بهدفين نظيفين ليحقق الحميدان ثامن بطولاته مع الأندية. وفي بطولة كأس الاتحاد البحريني ساهم في وصول فريقه إلى المباراة النهائية حينها خسر من الأهلي بركلات الترجيح.
في بداية موسمه الثالث 2023-2024 تلقى الحميدان عرضا للانتقال إلى السالمية الكويتي (الدوري الممتاز) والفيصلي السعودي (الدرجة الأولى).

### المنتخبات
في 19 نوفمبر 2018 قرر المدرب التشيكي ميروسلاف سوكوب استدعاء الحميدان للمشاركة في أول مباراة دوله له مع البحرين وكانت أمام عمان وديا ودخل الحميدان بديلا عن سيد رضا عيسى وانتهت المباراة بخسارة البحرين 1-2. علما بأن المباراة شهدت تسجيل الحميدان أول هدف دولي له مع البحرين.
جدد سوكوب استدعاء الحميدان للانضمام إلى البحرين المشاركة في بطولة كأس آسيا 2019 في الإمارات ولعب المباراة الثانية في دور المجموعات عندما دخل بديلا عن علي مدن وانتهت المباراة بخسارة البحرين بهدف نظيف ولكن في نهاية المطاف احتل البحرين المركز الثالث في المجموعة الأولى وتأهل إلى الدور 16 لمواجهة كوريا الجنوبية حيثص دخل الحميدان بديلا عن محمد مرهون ولكن البحرين خسر 1-2 في الوقت الإضافي وخرج من منافسات البطولة. وقال الحميدان في تصريحات صحفية بعد المباراة: "المنتخب الكوري بخبرته كان الأفضل واستحوذ على الكرة فيما نحن اعتمدنا على الهجمات المرتدة للفارق الفني والبدني ومن خلال إحدى الهجمات سجلنا هدف التعادل. في الشوط الإضافي الأول استغل المنتخب الكوري إحدى الفرص فسجل وحسم النتيجة وتأهل للدور ربع النهائي. المنتخب البحريني أقنع بأدائه خاصة وأن معظم لاعبيه من الشباب والقادم بكل تأكيد أفضل. منذ المباراة الأولى ببطولة كأس آسيا ونحن نقدم أداء جيدا ولكن في النهاية لم نوفق بالوصول لأدوار متقدمة. نشكر الجميع على دعمه ومساندته المنتخب ونعدهم بتحقيق نتائج أفضل في البطولات المقبلة".
قرر المدرب البرتغالي الجديد للبحرين هيليو سوزا استدعاء الحميدان للانضمام إلى التشكيلة المشاركة في بطولة كأس الخليج العربي 24 في قطر وضمن سياسة التدوير التي نفذها سوزا شارك الحميدان أساسيا في المباراتين الأولى والثالثة في دور المجموعات أمام عمان والكويت والتي انتهتا بالتعادل 0-0 والفوز 4-2 على التوالي ليحتل البحرين المركز الثاني ويتأهل إلى الدور النصف النهائي حيث فاز على العراق بركلات الترجيح.
شدد الحميدان على صعوبة مباراة السعودية في نهائي البطولة وقال: "مباراة السعودية مثل أي مواجهة أخرى نتمنى الظهور بشكل جيد والتوفيق في النهاية من عند الله. من المؤكد أن المباراة ستكون صعبة للغاية لأن كل منتخب يريد الحصول على اللقب الخليجي. يجب علينا تقديم أفضل ما لدينا في النهائي ومضاعفة الجهد من أجل تحقيق اللقب. لن ندخر أي جهد من أجل تحقيق الفوز وإسعاد جماهير البحرين".
عاد الحميدان للمشاركة في مباراته الثالثة في البطولة وكانت المباراة النهائية أمام السعودية واستطاع الحميدان صناعة هدف المباراة الوحيد لزميله محمد سعد الرميحي ليحقق الحميدان أولى بطولاته مع المنتخب. وصف الحميدان فوز البحرين بلقب البطولة بالإنجاز التاريخي وقال: "فرحة التتويج بكأس الخليج لا توصف لأنها جاءت بعد مثابرة وجهد وانتظرتها الجماهير البحرينية طويلا التي لم تقصر معنا. الحمد لله على الفوز وحصد اللقب والمباراة كانت صعبة للغاية لأنها ضد منتخب قوي وعريق ولديه عناصر مميزة في كل المراكز ولكننا كنا في الموعد وقدمنا مستوى قويا خاصة في الشوط الثاني. الضغط العصبي والنفسي في مثل هذه المباريات يكون كبيرا ونحن يراودنا حلم اللقب منذ زمن بعيد وحظينا بدعم كبير من جماهيرنا وكنا على قدر المسؤولية وأسعدنا جماهيرنا وحققنا لقبا تاريخيا".
جدد سوزا استدعاء الحميدان للمشاركة مع البحرين في تصفيات كأس العالم 2022 – آسيا الجولة الثانية وساهم في فوز البحرين على إيران وكمبوديا وهونغ كونغ والتعادل مع هونغ كونغ والخسارة من إيران (10 نقاط في 5 مباريات) ولكن فشل البحرين في التأهل إلى الدور الثالث باحتلاله المركز الثالث في المجموعة الثانية بفارق 3 نقاط عن إيران والفشل في التأهل إلى نهائيات بطولة كأس آسيا مباشرة ولينتقل إلى تصفيات كأس آسيا 2023 – الدور الثالث حيث أوقعته القرعة في المجموعة الخامسة وساهم في تصدر البحرين المجموعة بعد تحقيق 3 انتصارات متتالية على بنغلاديش وماليزيا وتركمانستان ومن ثم التأهل إلى نهائيات البطولة.
واصل سوزا استدعاء الحميدان للانضمام إلى تشكيلة البحرين المشارك في بطولة كأس العرب 2021 وبدأها بمواجهة الكويت في الدور التمهيدي وانتهت بفوز البحرين بهدفين نظيفين ليتأهل البحرين إلى نهائيات البطولة التي أقيمت في قطر وقد أوقعته القرعة في المجموعة الأولى واستمر سوزا في سياسة التدوير وشارك الحميدان أساسيا في المباراتين الأولى والثانية أمام قطر والعراق التي انتهتا 0-1 و0-0 على التوالي وبديلا في المباراة الثالثة مكان زميله علي مدن أمام عمان التي انتهت بالخسارة 0-3 ليفشل البحرين في التأهل إلى الدور الربع النهائي بعد احتلاله المركز الرابع الأخير في المجموعة.
استمر سوزا في استدعاء الحميدان للانضمام إلى تشكيلة البحرين المشارك هذه المرة في بطولة كأس الخليج العربي 25 في العراق وشارك الحميدان في جميع مباريات البطولة وساهم في تصدر البحرين المجموعة الثانية بعد الفوز على الإمارات وقطر 2-1 والتعادل مع الكويت 1-1 حيث سجل الهدف في مرمى الكويت وأختير أيضا أفضل لاعب في المباراة. استطاع البحرين التأهل إلى الدور النصف النهائي حينها خسر من عمان بهدف نظيف ليودع البطولة. وأبدى الحميدان تحفظه على طاقم تحكيم المباراة مشيرا إلى أن: "حكم المباراة لم يتعامل مع المواجهة بالشكل المطلوب وهناك وقت بدل ضائع أكثر من المحتسب (5 دقائق) إضافة إلى أن هذه الدقائق شهدت تبديلات ولكن لم يهتم بزيادة الوقت. علاوة على ذلك كانت هناك بعض الالتحامات التي لم تجد القرارات المناسبة من طاقم التحكيم وليس فقط في هذه المباراة أيضا في المواجهة السابقة وسجل منتخب الكويت هدفا بلمسة يد وطالبنا الحكم بالعودة إلى تقنية الفار لكنه لم يكترث أيضا. أما بالنسبة لمواجهة عمان اليوم فكانت المواجهة متكافئة وقدمنا مستوى جيدا ولم نستغل الفرص وأبارك لعمان على هذا التأهل ونشكر جماهيرنا على مساندتهم لنا طوال البطولة".
رد الحميدان على الانتقادات التي وجهت له بشأن إشارته الجدلية في مباراة البحرين وعمان. واتهم الحميدان بتوجيه إشارة تحمل اتهاما بالرشوة للجنة المنظمة للبطولة عقب الخروج من البطولة. ونشر الحميدان فيديو عبر حسابه في أكد فيه أنه لم يقصد الإساءة إلى أي طرف سواء الحكام أو اللجنة المنظمة للبطولة وقال: "لا علاقة لي أو معرفة بأحد من اللجنة المنظمة من أجل أن أوجه له هذه الحركة، لقد كانت لأحد الإداريين في المنتخب، وليس من أخلاقي أن أوجه إساءة لأي شخص. من الملاحظ أن حكم المباراة كان خلفي لكن البعض أساء نشر الفيديو بطرق مختلفة وأتمنى أن يتم التحقيق في الفيديو جيدا قبل الإساءة لي. أخلاقي أكبر من توجيه إساءة لأي شخص، أنا لا أرضى بالخطأ، ومن المستحيل أن تبدر مني أي إساءة بهذه الطريقة". صدر قرار من اتحاد الخليج العربي لكرة القدم بإيقاف الحميدان 3 مباريات وتغريمه 800 دينار بحريني (حوالي 2116 دولار أمريكي) بسبب تجاوزه بتلك الإشارة. وبالتالي سيغيب الحميدان عن دور المجموعات كاملا في البطولة القادمة كأس الخليج العربي 26 التي ستقام في الكويت.

## الإنجازات

### الأندية
- الأهلي (3)
  - دوري الدرجة الثانية (2): 2015/2014 - 2019/2018
  - كأس الاتحاد البحريني (1): 2016/2015
- الرفاع (2)
  - الدوري البحريني الممتاز (1): 2021/2020
  - كأس ملك البحرين (1): 2021/2020
- الخالدية (3)
  - الدوري البحريني الممتاز (1): 2023/2022
  - كأس ملك البحرين (1): 2022/2021
  - كأس السوبر البحريني (1): 2022

### المنتخبات
- منتخب البحرين (2)
  - بطولة اتحاد غرب آسيا (1): 2019
  - كأس الخليج العربي (1): 2019

### الشخصية
- هداف الدوري البحريني الممتاز (1): 2023/2022

## وصلات خارجية
مهدي الحميدان على موقع إي إس بي إن إف سي (الإنجليزية)
- مهدي الحميدان على موقع قاعدة بيانات كرة القدم.إي يو (الإنجليزية)
- مهدي الحميدان على موقع ناشيونال فوتبول تيمز (الإنجليزية)
- مهدي الحميدان على موقع Soccerway.com (الإنجليزية)
- مهدي الحميدان على موقع عالم كرة القدم.نت (الإنجليزية)
- مهدي الحميدان على موقع كووورة